# Reina Negra
Reina Negra es un juego de naipes español. Se puede jugar de a varias personas (3 a 12) y se utiliza solamente uno o dos mazos y algún tipo de moneda para realizar apuestas. Aunque es un juego regional del norte de España, también tiene cierta popularidad en países como México, Colombia y Guatemala.

## Modo de Juego
Hay dos juegos u objetivos, el primero o principal es el de ganar la partida eligiendo 5 naipes de entre siete y obteniendo un mejor juego de Póquer (sin cambio de naipes) que los contrincantes. El subjuego o juego secundario al que se debe el nombre del juego consiste en llegar al final de la partida conservando la reina de picas o espadas sin publicarla.
Para comenzar a jugar se hace una apuesta inicial al centro. Aquella persona que lleve la mano del juego entonces repartirá en total siete cartas por jugador. Pero lo hará entregando solamente una por turno girando en contra de las manecillas del reloj. Cada jugador deberá recibir 3 naipes privados y 4 abiertos en el orden que desée. Previo a entregar la carta a cada jugador éste deberá decidir si desea conservar la carta privada (nadie la puede ver) o pública (todos las pueden ver). Existen dos comodines para el juego que son las cartas 5 y 7 de cualquier palo o set. Si un jugador decide recibir un naipe público y éste es un Comodín, entonces deberá pagar la cantidad que hay de apuestas sobre la mesa, duplicando así el monto a jugar. De esta forma la apuesta central se irá duplicando con cada comodín público que sea repartido. 
Una vez que los jugadores han recibido sus 7 naipes, entonces pueden seleccionar 5 naipes y elevar apuestas jugando un Póquer tradicional. El vencedor de la partida de póquer será entonces el ganador de la apuesta central.

## Reina Negra
El juego secundario y muchas veces el más interesante gira en torno a la dama de picas. Si un jugador recibe un naipe público y es la dama de picas, entonces la partida termina. Se pasa la mano al siguiente jugador y se vuelve a comenzar el juego pero con la apuesta central existente. Por otro lado si un jugador recibe la dama de picas privada podrá cobrar la mitad de la apuesta una vez que hay un vencedor de la partida de póquer. Este juego secundario de la Reina Negra le da un toque especial al juego y una dinámica única.

## Reglas
- El juego es individual y no por equipos
- Los jugadores pueden retirarse en cualquier momento excepto cuando hayan recibido un comodín público
- El costo del comodín es siempre el total de la apuesta central
- La apuesta final para la partida de póquer es ilimitada con una sola opción personal de elevar
- Sólo se pueden elegir 5 cartas para la partida de póquer más la dama de picas si alguien la presenta
- En el caso de empate de la partida de póquer, se dividirá la apuesta entre los vencedores empatados
- En el caso de que se juegue con dos mazos, podría haber dos damas de picas, en cuyo caso cada jugador obtendrá un cuarto de la apuesta central